# Any Little Girl, That's a Nice Little Girl, Is the Right Little Girl for Me

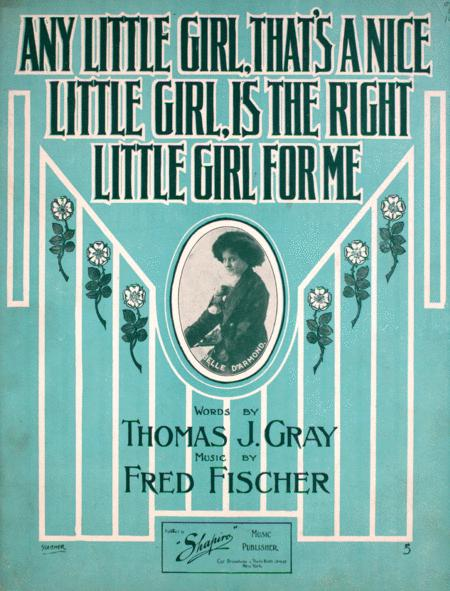
Capa de partitura, 1910

"Any Little Girl, That's a Nice Little Girl, Is the Right Little Girl for Me" é uma canção popular, publicada pela primeira vez em 1910 e escrita por Thomas J. Gray e Fred Fisher. Embora amplamente esquecida hoje (como muitas canções populares da época), uma gravação de 1911 da canção por Billy Murray na Zon-O-Phone Records sobrevive e é amplamente acessível porque a gravação entrou em domínio público. Também foi apresentada em um desenho animado para cantar junto "Follow the Bouncing Ball" de Max Fleischer no início dos anos 1930. A canção aparece na trilha sonora do filme Stage Mother de 1933. Posteriormente, em 1938, foi gravada para a Bluebird Records por Shep Fields e sua orquestra, com o acordeonista John Serry Sr.